# Гореничі
Горе́ничі — велике село в Білогородській сільській громаді, у Бучанському районі Київської області Україна. Населення становить 6042 особи. 
День села Гореничі — 8 вересня.

## Історія села

### Походження назви
Багато легенд і переказів існує стосовно походження назви села. Назва завдячує своїй гористій місцевості, так вважав дослідник населених пунктів київщини Лаврентій Похилевич. За однією з легенд Гореничі отримали своє ім'я від дочки Володимира Гореніки. Для цієї дівчини князь нібито збудував терем. Інша говорить про те, що князь Володимир Красне Сонечко не відмічався святістю і на пагорбах річки Ірпінь тримав осторонь людського ока своїх наложниць. Там вони знаходились до самої смерті. «Горемики» — так прозвали місцеві смерди княжих наложниць. Це слово закріпилося за цією місцевістю, де згодом і виникло село.
Також є версія про походження назви села від вислову "горе в ночі".

### Від 19 ст.
1866 року у селі коштом самих парафіян було споруджено дерев'яну церкву Різдва Пресвятої Богородиці, до якої були приписані також села Гнатівка та Петрушки. Церква була зруйнована у радянський час. Клірові відомості, метричні книги, сповідні розписи церкви Різдва Пресвятої Богородиці с. Гореничі (приписні с.* Петрушки, Гнатівка, хут. Ясногородський (1838)) Білогородської волості Київського пов. і губ. зберігаються в ЦДІАК України.
У 1920 році за ініціативою бідняка селянини Василя Федоровича Гордієнка в Гореничах було створено комітет незаможних селян. Перший голова комнезаму — Іван Максимови Гладченко, перші комуністи на селі — О. У. Гайдай, І. П. Дехтярьов, перші комсомольці — Петро Грінко, Григорій Плаван, Марія Шматок, Валентина Кравченко, Надія Дехтярьова. Згодом селяни у 1929 році об'єдналися в сільськогосподарську артіль ім. 9 Січня, її очолив Платон Григорович Стеценко. У цьому ж році створено партійну організацію, секретарем якої став І. П. Дехтярьов.
У колгоспі з'явився перший колективний сад, перша ферма великої рогатої худоби, дві конюшні, перший трактор, за кермо якого сів С. М. Нога.
597 гореничан взяли участь у німецько-радянській війні. 130 із них загинули. За мужність, виявлену на фронтах, 506 жителів села нагороджено орденами і медалями СРСР. Пам'ять про загиблих односельчан увіковічнена на меморіалі в центрі села та в назвах вулиць.

### Повоєнний час
У центрі села школа, побудована у 1963 році.
Дитячий садок «Сонечко» відвідує щорічно понад 120 дітей.
Будинок культури — культурний центр села, у ньому діють хор, хореографічні колективи, образотворча студія та духовний оркестр.
У 1978 році в селі була побудована медична амбулаторія, яка обслуговує мешканців сіл: Луки, Гнатівки, Стоянки. До послуг відвідувачів такі кабінети, як фізіотерапевтичний, акушерський, стоматологічний, процедурний, діє лабораторія.

## Населення

### Мова
Розподіл населення за рідною мовою за даними перепису 2001 року:
| Мова       | Відсоток |
| ---------- | -------- |
| українська | 95,1%    |
| російська  | 4,08%    |

## Сьогодення
У 2005 було створено футбольна команда «Ірпінь». У 2007 році вона завоювала кубок Київської області.
За результатами дострокових виборів 26 жовтня 2014 р. сільським головою було обрано Ревчука Василя Ростиславовича. На чергових виборах 2015 року громада обрала головою Ратошнюка Сергія Віталійовича, який є поплічником та продовжувачем справи Ревчука.

### Пшонка
Біля села знаходиться маєток колишнього Генерального Прокурора України Віктора Пшонки. Розкіш помешкання навіть перевершує розкіш дачі в Межигір'ї. Вже у березні 2014 року будинок був розграбований. Станом на 2016 рік правоохоронні органи так і не встановили винуватців.

## Відомі люди
У Гореничах народилися:
- Горлова Світлана Іванівна (1935) — диктор Українського радіо. Заслужена артистка УРСР.
- Колумбет Леонід Федорович (1937—1983) — один з найкращих велогонщиків СРСР 1960-х років, Чемпіон світу 1963 року, бронзовий чемпіон Олімпійських ігор 1960 року, п'ятиразовий чемпіон СРСР.
- Колумбет Микола Федорович (1933—2012) — український велогонщик радянських часів, заслужений майстер спорту СРСР, заслужений тренер України.